# Église Saint-Patrocle de Colombier
L'église Saint-Patrocle est une église catholique située à Colombier, en France. L'église est dédiée à saint Patrocle, enterré en 576 à Colombier, où il avait établi, à la fin de sa vie, un monastère.

## Localisation
L'église est située dans le département français de l'Allier, sur la commune de Colombier.

## Historique

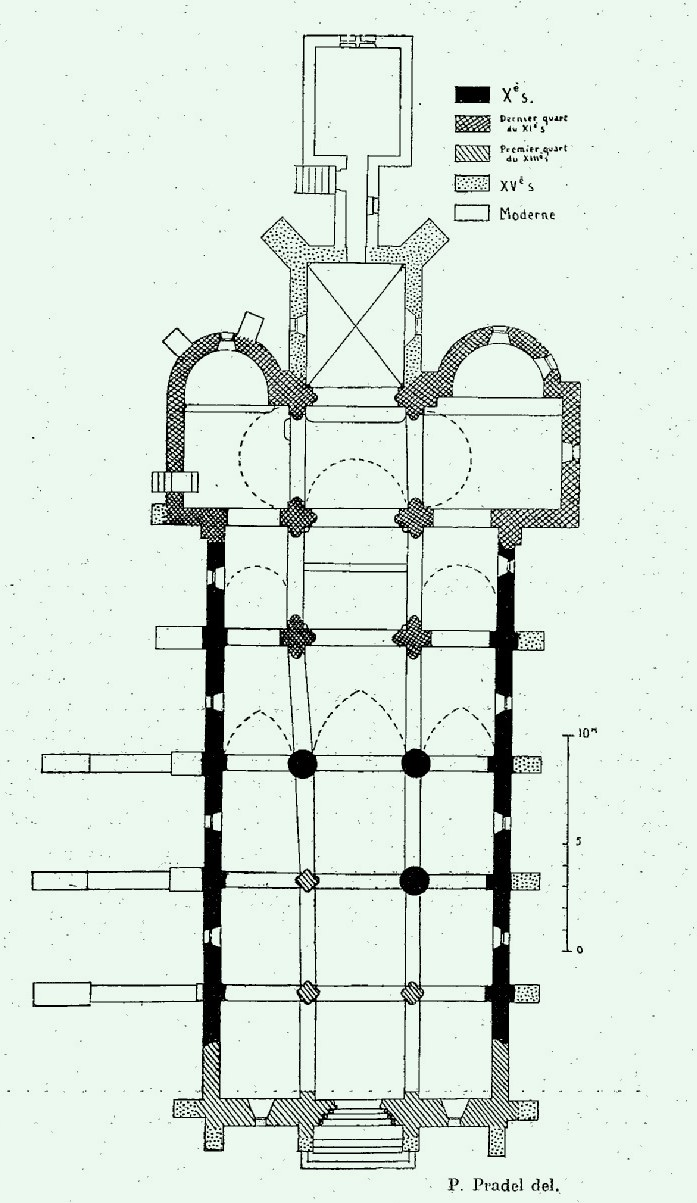
Plan de l'église Saint-Patrocle de Colombier, par Pierre Pradel.
Congrès archéologique de France. Allier. 1938.

Grégoire de Tours rapporte que saint Patrocle après avoir reçu la tonsure et le diaconat d'Arcade, évêque de Bourges, s'est rendu à Néris où il a construit un oratoire vers 540 en l'honneur de saint Martin. Il y a donné aussi de l'instruction aux enfants. Gêné dans ses prières par l'affluence des fidèles attirés par le bruit de ses miracles, il a décidé de se retirer à La Celle. Mais avant de quitter Néris, il a fondé un monastère de religieuses dans sa cellule. Après son installation à La Celle, Patrocle à fondé un monastère d'hommes à Colombier où il a été inhumé. Les prêtres de Néris ont voulu emporté le corps mais son linceul s'étant couvert d'une blancheur éclatante, ils ont été terrorisés et ont laissé le corps. Le monastère est alors devenu un lieu de pèlerinage. Saint Priest, évêque de Clermont, y a fait construire un hospice entre 665 et 674.
En 925, le roi Raoul a confirmé la possession du monastère par l'abbaye Saint-Martin d'Autun. Le monastère a été vendu au prieuré de Souvigny dans la seconde moitié du XIe siècle.
L'origine de l'église actuelle remonte à la fin du Xe siècle. Il en subsiste la base des murs latéraux de la nef et de trois de ses piliers ronds. On peut la rattachée au premier art roman défini par Josep Puig i Cadafalch.
La partie est a été détruite au XIe siècle pour reconstruire, après la prise de contrôle du monastère par le prieuré de Souvigny, le transept et ses absidioles, deux piles orientales de la nef qui sont cruciformes et cantonnées de demi-colonnes, sauf du côté des bas-côtés, les voûtes de la nef au-dessus de ces piles et sur les piles rondes du Xe siècle surmontées d'une construction comportant des chapiteaux remployés de facture rudimentaire. 
Le clocher de plan rectangulaire n'est pas antérieur au milieu du XIIe siècle. Il comportait une flèche qui s'est écroulée.
La façade ouest a été reconstruite dans le premier quart du XIIIe siècle ainsi que trois piles carrées encadrées de demi-colonnes de la nef. Les voûtes ayant poussé les murs vers l'extérieur côté nord, il a été nécessaire d'ajouter des arcades pour les équilibrer.
Le chœur voûté d'ogives date du XVe siècle. Le bras nord du transept a été surélevé à la fin du moyen âge pour y établir un appareil fortifié dont il subsiste sur les deux pignons du transept des restes de bretèche.

## Protection
L'église est classée au titre des monuments historiques en 1928.